# جامعة فيرلي ديكنسون
جامعة فيرلي ديكنسون هي جامعة خاصة في كندا، تأسست عام 1942. تقع في مدينة فانكوفر بمقاطعة كولومبيا البريطانية.

## وصلات خارجية
- الموقع الرسمي